# Ko Lanta Yai
Ko Lanta Yai (en tailandés: เกาะลันตาใหญ) es el nombre de una isla que se encuentra en el mar de Andaman en la costa oeste de Tailandia, entre las islas Phi Phi y el continente. Son políticamente parte de la provincia de Krabi, la mayor parte de la cual está en el continente.
Miden 30 kilómetros de largo y 6 km de ancho, la isla forma parte del archipiélago de Ko Lanta, que cubre un área de 81 km². El área fue declarada como Parque No.62 de Tailandia en 1990.
El clima de la isla es tropical y con temperaturas altas casi todo el año, con una medía entre 28 y 32 grados.